# دوزنده بزرگ جنوبی
دوزنده بزرگ جنوبی (نام علمی: Austrophlebia costalis) نام یک گونه از تیره دوزندگان است.